# Sam Watkins
Samuel « Sam » Rush Watkins (26 juin 1839 – 20 juillet 1901) est un soldat Confédéré durant la guerre de sécession. Il est connu de nos jours pour ses mémoires publiés sous le titre de « Company Aytch: Or, a Side Show of the Big Show », dans lesquelles il raconte son expérience durant la guerre.
Ces mémoires sont considérées comme l'une des meilleures sources primaires existantes pour appréhender la vie du simple soldat pendant ce conflit.

## Début de la guerre
Watkins est né le 26 juin 1839 à Columbia, dans le comté de Maury, au Tennessee, et étudie au Jackson College de Columbia.
En 1861, il s'engage dans la compagnie des « Bigby Greys » du 3rd Tennessee Infantry, régiment de Mount Pleasant, puis est transféré dans la Compagnie H du 1st Tennessee Infantry (les « Maury Greys ») au printemps 1861.

## La guerre 1861-1865

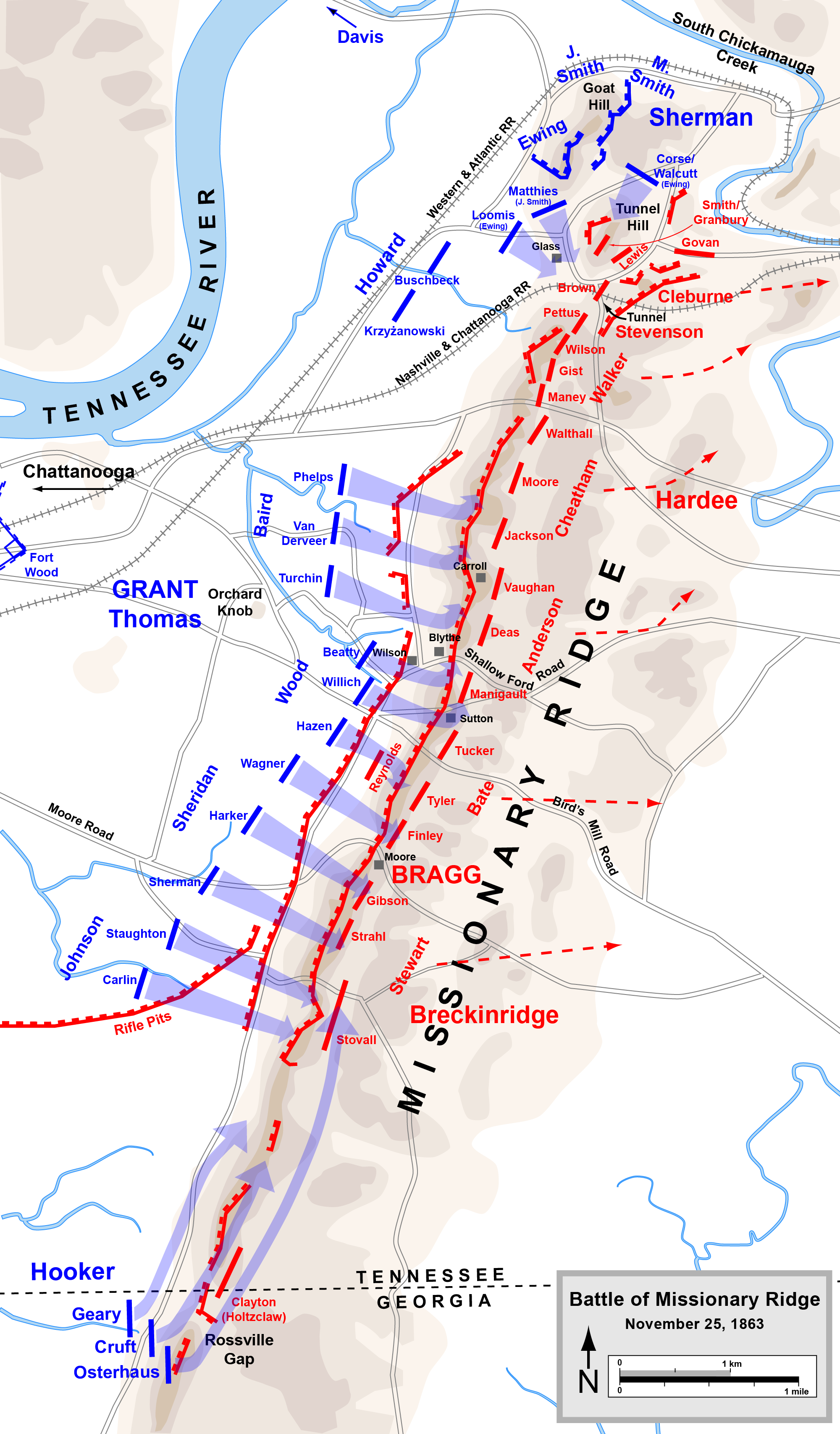
Bataille de Missionary Ridge, 25 novembre 1863. Le régiment de Sam Watkins fait alors partie de la brigade Brown, en haut de la carte, près du tunnel de chemin de fer.
Conférés
Union

Watkins sert fidèlement les états du sud durant la guerre, participant aux batailles de Shiloh, Corinth, Perryville, Murfreesboro, Shelbyville, Chattanooga, Chickamauga, Missionary Ridge, Resaca, Adairsville, Kennesaw Mountain, New Hope Church, Zion Church, Kinston, Cassville, Atlanta, Jonesboro, Franklin, et Nashville.
Après la bataille d'Atlanta, Watkins sera nommé caporal, pour avoir pris un drapeau ennemi.
Des 120 soldats enrôlés dans la compagnie H de 1861, il y aura sept survivants, dont Sam Watkins, lorsque l'armée du Tennessee du Général Joseph E. Johnston se rend en avril 1865 au Général William Tecumseh Sherman en Caroline du Nord. Sur les 1 200 hommes ayant combattu dans le 1er du Tennessee, seuls 65 retourneront à la vie civile ce jour-là.

## Ses mémoires
En 1881, vingt ans après la fin de la guerre, Watkins a commencé à écrire ses mémoires, sous le titre de "Company Aytch: Or, a Side Show of the Big Show". Son ouvrage est reconnu dans le monde entier et est parfois utilisé à fins pédagogiques par des professeurs pour aider les étudiants à comprendre à quoi la vie ressemblait durant la guerre de Sécession.
À l'origine écrites pour ses enfants et petits-enfants, ces mémoires sont éditées en feuilleton dans le Tennessee Herald, journal de Columbia. La "Company Aytch" a été publiée sous forme de livre relié dans une première édition à 2 000 exemplaires en 1882. "Company Aytch" est considérée par beaucoup d'historiens comme l'un des meilleurs témoignages sur cette guerre écrits par un soldat du rang.
Le style d'écriture de Sam est tout à fait prenant et restitue habilement la fierté, la misère, la gloire et l'horreur qu'a côtoyé le simple soldat. Watkins apparait souvent et est souvent cité dans le documentaire sur la Guerre de Sécession, "The Civil War", réalisé par Ken Burns en 1990.
Watkins décède le 20 juillet 1901, à 62 ans, dans sa maison de Ashwood. Il est enterré avec les honneurs militaires, rendus par le Leonidas Polk Bivouac, United Confederate Veterans, au cimetière de Zion Presbyterian Church, dans la ville de Mount Pleasant, Tennessee. 
Son frère, David Watkins, a servi dans le 1er Tennessee Cavalry, commandé, entre autres, par le colonel J. H. Lewis.

### Sources et bibliographie
- (en) Cet article est partiellement ou en totalité issu de l’article de Wikipédia en anglais intitulé « Sam Watkins » (voir la liste des auteurs).

#### Livres
- Mémoires de Sam Watkins
  - Œuvres de Sam R. Watkins sur le projet Gutenberg (texte & HTML).
  - "Co. Aytch" at Internet Archive.
- Ouvrages en français
  - James Mc Pherson, La guerre de sécession, 1991, Robert Laffont, Bouquins,  (ISBN 2-221-06742-8).
- Ouvrages en anglais
  - (en) Boatner, Mark Mayo, III. The Civil War Dictionary. McKay, 1959 (2e édition, révisée, 1988),  (ISBN 0-8129-1726-X).

#### Multimédia
DVD
- Ken Burns, La Guerre de Sécession (en DVD version française, chez Arte Éditions) (États-Unis, 1989, 99 min)

Audiolivre
- (en) "Co. Aytch" at LibriVox (audiobook)